# А Лоди, Нош
Нонготамба Шутса (Нош) А Лоди (суахили Nongotamba Shutsa (Nosh) A Lody; род. 17 июля 1989, Ликаси, Катанга) — финский и конголезский футболист, центральный защитник и опорный полузащитник.

## Биография
Нош А Лоди родился 17 июля 1989 года в заирском городе Ликаси (сейчас в ДР Конго).
В детстве перебрался в Финляндию. Занимался футболом в клубах САПА (2001—2002) и ХИК из Хельсинки (2003—2008).
Играл на позициях центрального защитника и опорного полузащитника. В 2008—2009 годах выступал за дубль ХИКа — ХИК-04, провёл 42 матча, забил один гол.
В 2010—2011 годах провёл 23 матча за «Яро», дебютировав в чемпионате Финляндии. В сезоне-2011 также на правах аренды выступал за «Якобстад», в составе которого сыграл в 4 поединках.
В 2012—2014 годах самый продолжительный отрезок карьеры провёл в «МюПа-47», сыграв 81 матч и забив два мяча. В составе команды дебютировал в еврокубках, за два сезона проведя 8 матчей в Лиге Европы и забив один гол.
В 2015 году защищал цвета КТП (30 матчей, 1 гол), в 2016 году — ПК-35 (5 матчей) и «Хонки» (6 матчей), в 2017 году — ХИФК (27 матчей), в 2018 году — «КяПа» (6 матчей), в 2019 году — за «СоВо».
В 2008 году провёл 5 матчей за сборную Финляндии среди игроков до 20 лет.
По окончании игровой карьеры стал работать в музыкальном и медиабизнесе, основав мультимедийную фирму Marmori Entertainment.